# Орель Грінфельд
Орель Грінфельд (21 серпня 1981) — ізраїльський футбольний арбітр. Арбітр ФІФА з 2012 року.

## Кар'єра
Обслуговував матчі юнацького чемпіонату Європи серед юнаків до 17 років 2012 року. Надалі став працювати на матчах Ліги Європи УЄФА і Ліги чемпіонів УЄФА.
У 2018 році він дебютував у Лізі націй УЄФА, на матчі між збірними Бельгії та Ісландії (2-0).
2019 року був включений до списку арбітрів на молодіжний чемпіонат Європи в Італії.